# Soleminis
Soleminis (sardinsky: Solèminis) je italská obec (comune) v provincii Sud Sardegna v regionu Sardinie. Nachází se ve výšce 200 metrů nad mořem a má přibližně 1 900 obyvatel. Rozloha obce je 12,79 km².